# 鱼珠街道
鱼珠街道，是中华人民共和国广东省广州市黄埔区下辖的一个乡镇级行政单位。

## 行政区划
鱼珠街道下辖以下地区：
莺岗社区、天虹社区、瓦壶岗社区、鱼木社区、蟹山社区、鱼珠社区、茅岗社区、九沙社区和金碧社区。

## 交通

### 地铁
- █5号线：鱼珠站
- █13号线：鱼珠站